# فریدریش آکل
فریدریش آکل (انگلیسی: Friedrich Karl Akel؛ ۵ سپتامبر ۱۸۷۱ – ۳ ژوئیهٔ ۱۹۴۱) یک سیاست‌مدار، چشم‌پزشک، و دیپلمات اهل استونی بود.